# Ein unschlagbares Doppel
Ein unschlagbares Doppel (Switching Goals) ist ein US-amerikanischer Familien-Fußballfilm aus dem Jahr 1999 mit Mary-Kate Olsen und Ashley Olsen.

## Handlung

### Thematik
Die Zwillingsschwestern Sam und Emma werden in unterschiedliche Fußballmannschaften gewählt. Während Sam sehr sportlich ist, sind für Emma „Mädchen-Sachen“ wichtiger. Ihrem Vater geht Sport und Siegen über alles, weswegen er die meiste Zeit mit Sam verbringt. Da sie aber nicht in der Mannschaft des Vaters ist, hat der auch nichts dagegen, als die beiden Mädchen heimlich die Mannschaft wechseln. Vor einem entscheidenden Endspiel steht der Vater nun vor der Entscheidung, ob er Sam oder Emma in der von ihm betreuten Mannschaft spielen lässt.

### Einleitung
Jerry Stanton ist, genau wie seine Tochter Samantha, sportbegeistert. So verbringt er die meiste Zeit mit ihr. Mit Samanthas Zwillingsschwester Emma kann er dagegen gar nichts anfangen. Sie interessiert sich mehr für „Mädchen-Sachen“. So ist es auch wieder Sam, mit der er einige Wettbewerbe bei einem Familiensportfest gewinnt. Denn gewinnen ist für Jerry das Wichtigste. Die Mutter möchte dagegen, dass der Vater der Zwillinge auch Zeit mit Emma verbringt.

### Hauptteil
Als nun die neue Fußball-Saison ansteht, gibt es eine neue Regelung. In jeder Junior-Mannschaft müssen auch Mädchen aufgenommen werden. So überredet die Mutter Emma, auch daran teilzunehmen, während Sam ohnehin davon begeistert ist, Fußball zu spielen. Jerry trainiert eine der Junior-Fußballmannschaften. Also redet die Mutter ihrem Mann ins Gewissen, bei der Mannschaftsaufstellung zuerst Emma zu wählen, damit diese sich nicht mehr von ihrem Vater zurückgesetzt fühlt.
Nachdem Jerry dies gemacht hat, hofft er bei der nächsten Wahlrunde doch noch Sam wählen zu können, weil er weiß, wie gut sie im Sport ist. Doch Sam wird von einer anderen Mannschaft gewählt. So spielen beide Zwillinge nun in unterschiedlichen Mannschaften.
Da für Jerry Siegen das Wichtigste ist, trainiert er seine Mannschaft sehr hart, und diese stehen auch im Tabellenrang sehr gut da, während beim Trainer in Sams Mannschaft der Spaß am Spiel im Vordergrund steht. Emma kommt mit dem Druck, der an sie gestellt wird, nicht zurecht, und auch Sam ist unzufrieden, da sie das immer Siegen wollen von ihrem Vater übernommen hat.
So beschließen die Zwillinge schließlich, die Rollen zu tauschen. Und Sam geht in Jerrys Mannschaft, während Emma zur anderen Mannschaft wechselt. Dies geht auch eine ganze Zeit gut, bis ihre Mutter hinter diesen Tausch kommt.

### Schluss
Nach einer Aussprache von ihr mit Jerry, will dieser aber zunächst nichts von einem erneuten Austausch der Mädchen in die richtige Mannschaft wissen. Erst bei einem wichtigen Endspiel wird ihm klar, dass Gewinnen nicht alles ist und so lässt er Emma wieder in seiner Mannschaft spielen. So haben alle zum ersten Mal richtig Spaß am Fußballspielen, und auch Emma und ihr Vater kommen sich näher und noch zum Schluss lernen sie einen Jungen kennen.